# Amegilla andresi
Amegilla andresi är en biart som först beskrevs av Heinrich Friese 1914.  Amegilla andresi ingår i släktet Amegilla och familjen långtungebin. Inga underarter finns listade i Catalogue of Life.